# Rafael Dawidowitsch Gratsch
Rafael Dawidowitsch Gratsch (russisch Рафаэль Давидович Грач, wiss. Transliteration Rafaėl' Davidovič Grač; * 6. August 1932 in Murygino, Oblast Kirow; † 14. Juni 1982 in Moskau) war ein sowjetischer Eisschnellläufer.
Gratsch, der für den Spartak Moskau startete, gewann bei den Olympischen Winterspielen 1956 in Cortina d’Ampezzo die Silbermedaille und bei den Olympischen Winterspielen 1960 in Squaw Valley die Bronzemedaille über 500 m. Bei sowjetischen Meisterschaften wurde er über diese Distanz in den Jahren 1956 und 1957 Zweiter sowie in den Jahren 1958, 1959 und 1962 jeweils Dritter. Bei den Olympischen Winterspielen 1964 in Innsbruck errang er den zehnten Platz über 500 m.

## Persönliche Bestzeiten
| Disziplin | Zeit        | Datum            | Ort    |
| --------- | ----------- | ---------------- | ------ |
| 500 m     | 39,90 s     | 12. Januar 1964  | Almaty |
| 1000 m    | 1:26,80 min | 4. März 1963     | Almaty |
| 1500 m    | 2:12,80 min | 16. Januar 1957  | Almaty |
| 3000 m    | 5:04,30 min | 11. Februar 1962 | Hamar  |